# Роскино
Роскино — российская государственная организация, занимающаяся продвижением фильмов, сериалов и анимации на международных рынках.
Является правопреемником организации «Совэкспортфильм» (всесоюзного объединения, осуществлявшего экспорт и импорт фильмов), которая ведёт отсчёт своей истории с 1924 года.

## Деятельность
Деятельность Роскино соответствует государственной политике по укреплению имиджа России на международной арене и развитию экспорта аудиовизуальной продукции; выступает в роли индустриального эксперта и консультанта российских производителей контента по вопросам международного продвижения; организует специальные образовательные программы для талантливых российских продюсеров, режиссеров, актеров. Роскино продвигает российский контент на ключевых международных кинорынках и других индустриальных площадках (форумы, конференции), организуя участие российских компаний под единым брендом Russian Content Worldwide. Кроме того, компания является организатором рынка российского контента Key Buyers Event, в рамках которого российские проекты презентуются международным закупщикам контента. В целях продвижения российских регионов как кинолокаций для иностранных съемочных групп РОСКИНО организует специальные локейшн-туры для зарубежных кинематографистов в рамках проекта Filming in Russia Также Роскино организует фестивали российского кино за рубежом под брендом Russian Film Festival.

## История

### Совэкспортфильм
В 1924 году декретом Совнаркома РСФСР было учреждено акционерное общество «Совкино» по производству и прокату кинофильмов на территории страны и за рубежом.
До 1933 года экспорт/импорт кинопродукции осуществлялся советскими конторами «Киноэкспортимпортом» и «Союзкиноэкспортом», далее их функции перешли к Всесоюзной государственной конторе по киноэкспорту и киноимпорту («Союзинторгкино»), в свою очередь подчинённой Главному управлению кинофотопромышленности (ГУКФ), а с 1938 года — Комитету по делам кинематографии при СНК СССР.
В 1945 году «Союзинторгкино» было реорганизовано во Всесоюзное объединение по экспорту и импорту кинофильмов «Совэкспортфильм».
С ноября 1945 г. по июнь 1953 г. находилось в ведении Комитета кинематографии; с июля 1953 г. по март 1963 г. — Министерства внешней торговли СССР, с марта 1963 г. по октябрь 1965 г. — Государственного комитета по кинематографии Совета Министров СССР, с октября 1965 г. по 1986 г. — Комитета по кинематографии при Совете Министров СССР.
Являлся крупнейшим мировым экспортёром цветных и чёрно-белых полнометражных, короткометражных, хроникально-документальных, научно-популярных и мультипликационных фильмов производства всех 39 киностудий СССР. Объединение выпускало рекламные фильмы, цветные и чёрно-белые негативы, слайды, художественные и фотомонтажные плакаты, фотокомплекты, прессбуки и художественные буклеты на иностранных языках, а также каталоги фильмов. Монопольно импортировало полнометражные, художественные и короткометражные фильмы для проката в СССР.
Деятельность за рубежом «Совэкспортфильм» осуществлял через своих представителей, которые имелись во многих странах мира, или вёл переговоры непосредственно с иностранными кинофирмами и телевизиоными компаниями. Обсуждал с иностранными фирмами вопросы, связанные с совместной постановкой, с определением зон и форм проката будущих фильмов.
Выпускал ежемесячный иллюстрированный рекламный журнал «Советский фильм» (выходил на русском, английском, французском, немецком, испанском и арабском языках), который распространялся более чем в 120 странах мира. В журнале печатались статьи, рецензии на фильмы, творческие портреты мастеров кино, интервью и высказывания кинематографистов о своей работе, освещалась работа советских студий, давались очерки по истории советского кино и др. Журнал выходил до 1991 года, его последними главными редакторами были Олег Сулькин, а с 1989 года — Валерий Кичин.
«Совэкспортфильм» имел свой кинотеатр «Космос» на Елисейских Полях в Париже, в центре Хельсинки и в Каире. В Индии на долгосрочной основе было арендовано 75 кинотеатров. Ежегодно Индия приобретала 25-30 советских фильмов, страны Азии и Африки покупали практически всё, что производилось в Советском Союзе (около 160 игровых фильмов в год).

### Роскино
В 2012 году «Совэкспортфильм» был переименован в ОАО «Роскино».
В 2012 году «Роскино» открыло своё подразделение в Лос-Анджелесе — Российскую кинокомиссию в США (Russian Film Commision USA).
В 2014 году «Роскино» открыло официальное представительство в Лондоне (Великобритания) — Roskino-UK.
С 1 по 10 октября 2014 года в Санкт-Петербурге прошёл Международный медиафорум (СПММФ). Организатором форума выступило «Роскино».
Правительство РФ исключило 100 % акций ОАО «Роскино», находящихся в государственной собственности, из прогнозного плана приватизации федерального имущества на 2014—2016 годы.

## Руководители
- 1982—1995 — Олег Руднев
- 1995—2011 — Григорий Геворкян
- 2011—2020 — Екатерина Мцитуридзе[11]
- 2020—2022 — Евгения Маркова[12]
- 2022—2023 — Инна Шалыто[13]
- 2023 — наст. время — Екатерина Наумова (исполняющая обязанности)[14]

## Сотрудники
- Богомазов, Михаил Петрович — ответственный руководитель «Совэкспортфильма»
- Бельмасов, Модест Алексеевич — директор кинокопировальной фабрики «Совэкспортфильм» в Берлине
- Семёнов, Семён Маркович — уполномоченный «Совэкспортфильма» во Франции (1945)
- Березанцева, Татьяна Борисовна — сотрудник «Совэкспортфильма» во Франции (1944—1946), дублировала советские фильмы в Париже
- Петров-Бытов, Павел Петрович — уполномоченный представительства «Совэкспортфильм» в Финляндии (1945—1946)
- Лыткин, Николай Александрович — представитель «Совэкспортфильма» за рубежом (с 1946)
- Лисициан, Тамара Николаевна — сотрудник представительства «Совэкспортфильма» в Италии (1946—1952)
- Апсолон, Андрей Николаевич — заместитель генерального директора «Совэкспортфильма» (1948—1951)
- Московский, Павел Владимирович — заместитель председателя «Совэкспортфильма» (1948—1952)[15]
- Познер, Владимир Александрович — сотрудник представительства «Совэкспортфильм» в Берлине (1949—1950)
- Андриевский, Александр Николаевич — сотрудник представительства «Совэкспортфильм» в Берлине (1949—1950)[16]
- Садкович, Николай Фёдорович — уполномоченный «Совэкспортфильма» в Великобритании (1956—1957)
- Панов, Иван Васильевич — представитель «Совэкспортфильма» в Италии (1960—1964)
- Панфилов Игорь Давыдович — представитель «Совэкспортфильма» в Судане (1974—1979)
- Морозов, Вадим Георгиевич — представитель «Совэкспортфильма» в Ливане (1974—1980); представитель «Совэкспортфильма» во Франции (1980—1982); представитель «Совэкспортфильма» в Тунисе/Марокко 1987—1992
- Бортников, Игорь Вадимович — сотрудник отдела стран Западной Европы «Совэкспортфильма» (1979—1981), заместитель представителя во Франции (1982—1985), представитель во Франции, а затем в Швейцарии, Испании, Португалии и странах Бенилюкса (1986—1992)[17]
- Геворкян, Григорий Керопович — представитель «Совэкспортфильма» в Йемене (1980—1984), генеральный представитель в Индии (1986—1992)
- Кеосаян, Давид Эдмондович — сотрудник «Совэкспортфильма» (1983—1986), представитель «Совэкспортфильма» в Индии (1986—1992)
- Сулькин, Олег Михайлович — главный редактор журнала «Советский фильм» (1985—1988)
- Кичин, Валерий Семёнович — главный редактор журнала «Советский фильм» (1989—1990)
- Смирнов, Пётр Леонидович — ответственный секретарь журнала «Советский фильм» (1989—1990)
- Либергал, Григорий Александрович — сотрудник «Совэкспортфильма» (1990)